# Laberinto de la catedral de Amiens

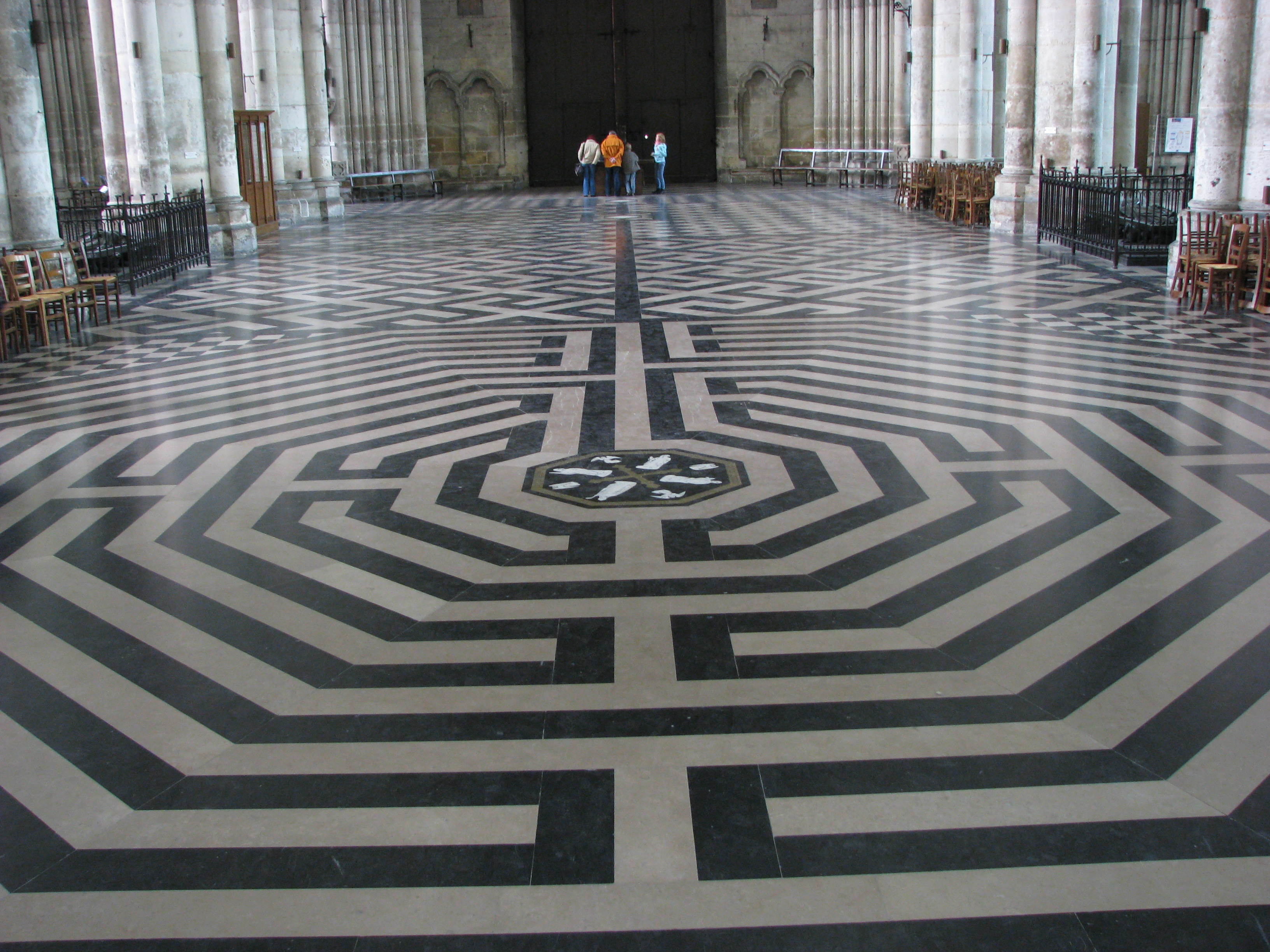
Suelo de la catedral de Amiens donde se aprecia el laberinto

El laberinto de la catedral de Amiens o simplemente laberinto de Amiens es un laberinto conformado en un octágono de 12,60 m cada lado construido en mármol como pavimento del suelo de la nave central de la catedral, situado en la comuna francesa de Amiens, en el departamento de Somme.
Según la mitología griega, el primer laberinto fue construido en la isla de Creta por Dédalo y en él, Teseo luchó contra el Minotauro, en representación de las batallas arquetípicas de conciencia contra la bestialidad humana, del caos en la vida diaria.
Este primer laberinto, hecho de zigzags y entrelazados, fue el modelo de diseño para la pavimentación de diversos palacios y catedrales. Se convirtió en un símbolo religioso para los cristianos.
El laberinto de Amiens conforma un octágono, con 234 metros de camino en zigzag, el de color negro lo debían seguir de rodillas los fieles en alegoría a una peregrinación a Tierra santa. El centro del laberinto fue nombrado el "cielo" o "Jerusalén celestial", en el cual hay una piedra, copia de la original que se encuentra expuesta en el Museo de Picardía.
La piedra central muestra una cruz que da la orientación de los cuatro puntos cardinales y a su alrededor se distribuyen los tres arquitectos de la catedral Robert de Luzarches, Thomas y Renaud de Cormont, y el obispo Ëvrard de Fouilloy. También tiene inscrita una leyenda sobre una tira de cobre referente a los inicios de la construcción de la catedral:

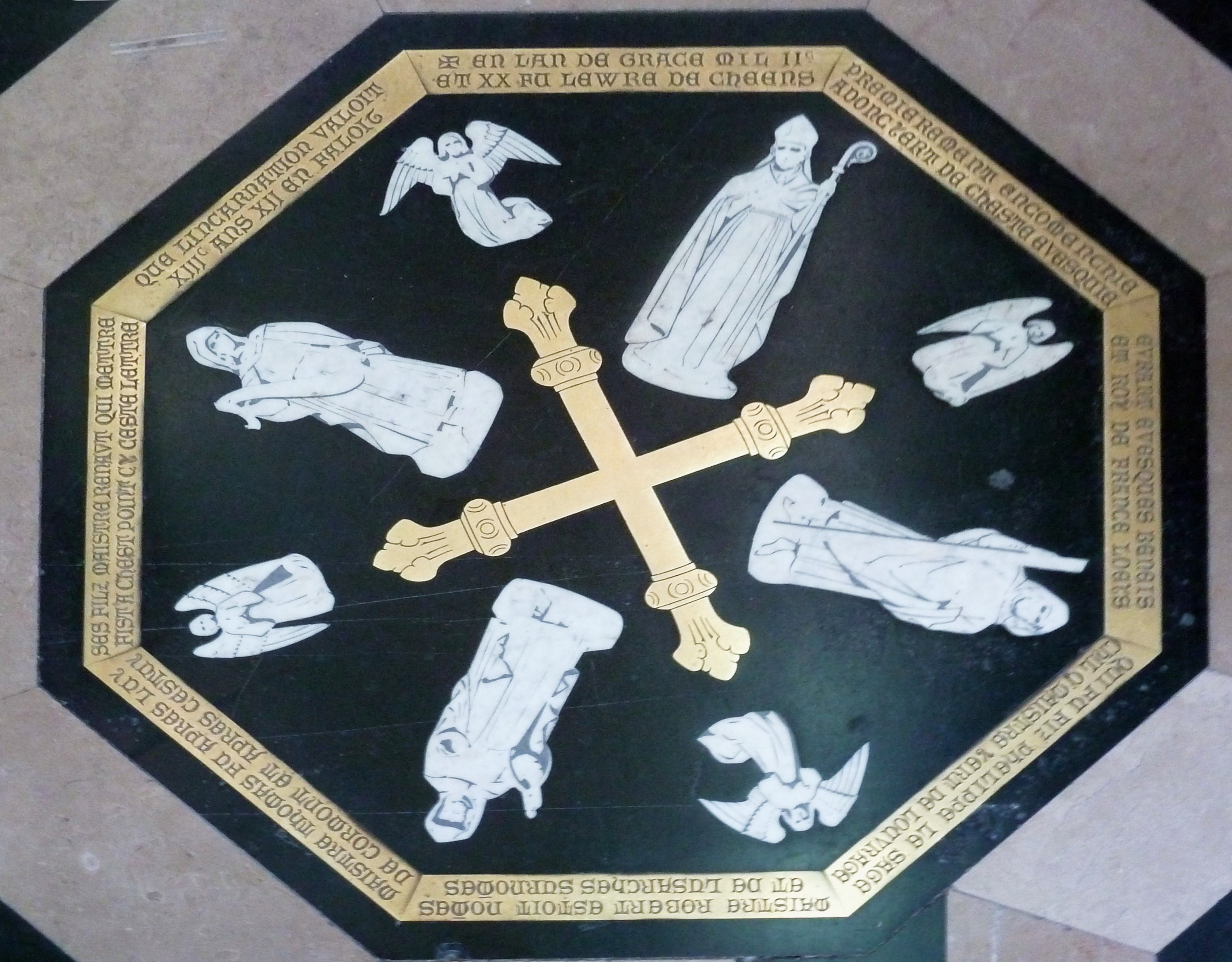
Piedra situada en el punto central del laberinto de Amiens.

EN L’AN DE GRACE MIL IIC ET XX FU LEWRE DE CHEENS PREMIEREMENT ENCOMENCHIE ADONC YERT DE CHESTE EVESQUIE EVRART EVESQUES BENEIS ET ROY DE FRANCE LOYS QUI FU FIZ PHELIPE LE SAGE CHIL Q MAISTRE YERT DE LOUVRAGE MAISTRE ROBERT ESTOIT NOMES ET DE LUZARCHES SURNOMES MAISTRE THOMAS FU APRES LUY DE CORMONT ET APRES CESTOY SES FILZ MAISTRE RENAUT QUI METTRE FIST A CHEST POINT CY CESTE LETTRE QUE L’INCARNACION VALOIT XIIIC ANS XII EN FALOIT
En el año de gracia de 1220, se inició este trabajo. El santo obispo de esta diócesis era entonces Evrard, el rey de Francia Luis, hijo de Felipe el Sabio. El que fue director del proyecto se llamaba "Maestro Robert" apellidado "de Luzarches". Después de él vino el Maestro Thomas de Cormont y después de este su hijo, el Maestro Renaut que puso a este lugar esta inscripción en el año de la encarnación de 1288.